# Gomphomacromia nodisticta
Gomphomacromia nodisticta – gatunek ważki z rodziny Synthemistidae. Występuje na terenie Ameryki Południowej; jest endemitem północno-zachodniej Argentyny, stwierdzono go w prowincjach Catamarca, Tucumán i Salta.